# دلار جدید تایوان
دلار جدید تایوان (به انگلیسی: New Taiwan dollar) (به زبان بومی: 新臺幣 / 新台幣) با کد ایزوی TWD، یکای پول رایج در کشور تایوان است. مسئولیت کنترل این یکای پول برعهدهٔ بانک مرکزی جمهوری چین(تایوان) قرار دارد.